# Raja Casablanca in het seizoen 2016/17
In het seizoen 2016/17 komt Raja Casablanca uit in de Botola Maroc Telecom. Ook doet Raja dit seizoen mee in de toernooien om de Coupe du Trône. Daarnaast had Raja de kans om in de CAF Confederation Cup te spelen, maar dankzij de verloren wedstrijd in de laatste speelronde van het seizoen 2015/16, speelt Raja dit jaar geen continentaal voetbal.

## Selectie 2016/17
| Nr.           | Nat.                                   | Naam               | Competitie | Competitie | Beker      | Beker      | Totaal     | Totaal     | Geb. Datum        | Vorige club           |            |            |
| Nr.           | Nat.                                   | Naam               | W          |            | W          |            | W          |            | Geb. Datum        | Vorige club           |            |            |
| Doelmannen    | Doelmannen                             | Doelmannen         | Doelmannen | Doelmannen | Doelmannen | Doelmannen | Doelmannen | Doelmannen | Doelmannen        | Doelmannen            | Doelmannen | Doelmannen |
| ------------- | -------------------------------------- | ------------------ | ---------- | ---------- | ---------- | ---------- | ---------- | ---------- | ----------------- | --------------------- | ---------- | ---------- |
| 1             | Vlag van Marokko                       | Anas Zniti         | 29         | 0          | 2          | 0          | 31         | 0          | 28 oktober 1988   | FAR Rabat             |            |            |
| 12            | Vlag van Marokko                       | Mohamed Chennouf   | 0          | 0          | 0          | 0          | 0          | 0          | 14 mei 1995       | Eigen jeugd           |            |            |
| 32            | Vlag van Marokko                       | Hicham Allouch     | 0          | 0          | 0          | 0          | 0          | 0          | 20 oktober 1985   | Olympique Khouribga   |            |            |
| 88            | Vlag van Marokko                       | Mohamed Bouamira   | 1          | 0          | 0          | 0          | 1          | 0          | 21 februari 1988  | Chabab Rif Al Hoceima |            |            |
| Verdedigers   |                                        |                    |            |            |            |            |            |            |                   |                       |            |            |
| 3             | Vlag van Marokko                       | Zakaria El Hachimi | 12         | 0          | 1          | 0          | 13         | 0          | 4 augustus 1987   | Union de Mohammédia   |            |            |
| 5             | Vlag van Marokko                       | Jawad El Yamiq     | 23         | 0          | 0          | 0          | 24         | 0          | 29 februari 1992  | Olympique Khouribga   |            |            |
| 6             | Vlag van Marokko                       | Mohamed Taouss     | 2          | 0          | 0          | 0          | 2          | 0          | 25 januari 1987   | Hassania Agadir       |            |            |
| 13            | Vlag van Marokko                       | Badr Benoun        | 28         | 0          | 2          | 0          | 30         | 0          | 30 september 1993 | Eigen jeugd           |            |            |
| 16            | Vlag van Marokko                       | Mohamed Oulhaj     | 11         | 1          | 0          | 0          | 11         | 1          | 6 januari 1988    | Eigen jeugd           |            |            |
| 20            | Vlag van Marokko                       | Abdeljalil Jbira   | 11         | 1          | 1          | 0          | 12         | 1          | 14 maart 1990     | Kawkab Marrakech      |            |            |
| 21            | Vlag van Marokko                       | Adil Karrouchy     | 17         | 1          | 0          | 0          | 17         | 1          | 23 november 1982  | Difaa El Jadida       |            |            |
| 25            | Vlag van Marokko                       | Omar Boutayeb      | 25         | 0          | 2          | 0          | 27         | 0          | 10 mei 1994       | Eigen jeugd           |            |            |
| Middenvelders |                                        |                    |            |            |            |            |            |            |                   |                       |            |            |
| 8             | Vlag van Marokko                       | Saad Lamti         | 23         | 1          | 0          | 0          | 23         | 1          | 16 maart 1990     | Olympique Safi        |            |            |
| 10            | Vlag van Gabon                         | Samson Mbingui     | 15         | 3          | 0          | 0          | 15         | 3          | 9 februari 1992   | NA Hussein Dey        |            |            |
| 14            | Vlag van Congo-Kinshasa                | Lema Mabidi        | 30         | 2          | 0          | 0          | 30         | 2          | 11 juni 1993      | Club Sportif Sfaxien  |            |            |
| 18            | Vlag van Marokko                       | Abdelilah Hafidi   | 30         | 4          | 2          | 2          | 32         | 6          | 30 januari 1992   | Eigen jeugd           |            |            |
| 96            | Vlag van Marokko                       | Walid Sabbar       | 7          | 0          | 0          | 0          | 7          | 0          | 25 februari 1996  | Eigen jeugd           |            |            |
| 99            | Vlag van Marokko                       | Issam Erraki       | 28         | 10         | 2          | 0          | 30         | 10         | 5 januari 1981    | Club Emirates         |            |            |
|               | Vlag van Marokko                       | Achraf Zahir       | 0          | 0          | 0          | 0          | 0          | 0          | 8 augustus 1993   | Maghreb Fez           |            |            |
| Aanvallers    |                                        |                    |            |            |            |            |            |            |                   |                       |            |            |
| 4             | Vlag van Marokko                       | Maati Tamaiazou    | 1          | 0          | 0          | 0          | 1          | 0          | 10 juli 1997      | Eigen Jeugd           |            |            |
| 7             | Vlag van Marokko                       | Youssef Kaddioui   | 7          | 0          | 0          | 0          | 7          | 0          | 28 september 1984 | Al-Dhafra             |            |            |
| 9             | Vlag van Marokko                       | Mohamed Bouldini   | 5          | 0          | 1          | 0          | 6          | 0          | 27 november 1995  | Rachad Bernoussi      |            |            |
| 11            | Vlag van Marokko                       | Zouhair El Ouasli  | 27         | 3          | 2          | 0          | 29         | 3          | 11 augustus 1993  | TAS de Casablanca     |            |            |
| 17            | Vlag van Centraal-Afrikaanse Republiek | Hilaire Momi       | 14         | 4          | 0          | 0          | 14         | 4          | 16 maart 1990     | Sint-Truidense VV     |            |            |
| 24            | Vlag van Marokko                       | Mahmoud Benhalib   | 23         | 7          | 2          | 1          | 25         | 8          | 21 maart 1996     | Eigen jeugd           |            |            |
| 27            | Vlag van Marokko                       | Omar Mansouri      | 11         | 2          | 0          | 0          | 11         | 2          | 14 mei 1991       | IR Tanger             |            |            |
| 28            | Vlag van Marokko                       | Youssef Anouar     | 13         | 1          | 0          | 0          | 13         | 1          | 04 juli 1990      | FAR Rabat             |            |            |
| 29            | Vlag van Gabon                         | Johan Lengoualama  | 11         | 0          | 0          | 0          | 11         | 0          | 29 september 1992 | FC Famalicão          |            |            |

Laatst bijgewerkt: 26 mei 2017

## Wedstrijdstatistieken

### Oefenwedstrijden
| Oefenwedstrijden 16/17 | Oefenwedstrijden 16/17 | Oefenwedstrijden 16/17                  | Oefenwedstrijden 16/17 | Oefenwedstrijden 16/17                            |
| Datum                  | Plaats                 | Wedstrijd                               | Uitslag                | Scoreverloop                                      |
| ---------------------- | ---------------------- | --------------------------------------- | ---------------------- | ------------------------------------------------- |
| 28 juli 2016           | Ifrane                 | Raja Casablanca vs CAK Khénifra         | 1 – 2                  | Lima Mabidi                                       |
| 30 juli 2016           | Ifrane                 | Raja Casablanca vs Marokko U20          | 0 – 0                  |                                                   |
| 31 juli 2016           | Ifrane                 | Raja Casablanca vs CR Belouizdad        | 1 – 4                  |                                                   |
| 03 aug 2016            | Tanger                 | IR Tanger vs Raja Casablanca            | 1 – 0                  |                                                   |
| 07 sept 2016           | Marrakech              | Olympique Marrakech vs Raja Casablanca  | 0 – 1                  | Abdeljalil Jbira                                  |
| 09 sept 2016           | Marrakech              | Raja Casablanca vs Union Aït Melloul    | 3 – 0                  | Abdelilah Hafidi Issam Erraki Maati Tamaiazou     |
| 7 okt 2016             | Marrakech              | JS Kasba Tadla vs Raja Casablanca       | 0 – 3                  | 2x Bouldini Lamti                                 |
| 11 jan 2017            | Agadir                 | Raja Casablanca vs Union Azilal         | 1 – 1                  | Johan Lengoualama                                 |
| 14 jan 2017            | Agadir                 | Kawkab Marrakech vs Raja Casablanca     | 1 – 3                  | Walid Sabbar Abdeljalil Jbira Abdelkabir El Ouadi |
| 20 jan 2017            | Casablanca             | Raja Casablanca vs Étoile de Casablanca | 1 – 0                  | Omar Mansouri                                     |

### Ahmed Ntifi Cup
| 16 juni 2016 | 1/2 finale     | Casablanca | Raja Casablanca vs Olympique Khouribga | 1 – 0 | Issam Erraki                   |
| 18 juni 2016 | Finale WINNAAR | Casablanca | Raja Casablanca vs Racing Casablanca   | 3 – 1 | 2x Mahmoud Benhalib Saad Lamti |

### Coupe du Trône
| 1/16de finale | 1/16de finale | 1/16de finale                       | 1/16de finale | 1/16de finale                               |
| Datum         | Plaats        | Wedstrijd                           | Uitslag       | Scoreverloop                                |
| ------------- | ------------- | ----------------------------------- | ------------- | ------------------------------------------- |
| 12 juni 2016  | El Jadida     | Difaa El Jadida vs Raja Casablanca  | 1 – 1         | Mahmoud Benhalib; 0-1                       |
| 19 juni 2016  | Casablanca    | Raja Casablanca vs Difaa El Jadida* | 2 – 2*        | Abdelilah Hafidi; 1-1 Abdelilah Hafidi; 2-1 |

## Botola Maroc Telecom

### Wedstrijden
| Wedstrijddetails                                             | Thuisploeg                                             | Uitslag         | Uitploeg                  | Opstelling | Kaarten                                               |
| ------------------------------------------------------------ | ------------------------------------------------------ | --------------- | ------------------------- | --- | ----------------------------------------------------- |
| Heenronde                                                    |                                                        |                 |                           | |                                                       |
| 28 augustus 2016 18:00 Stade Adrar Agadir                    | Raja Casablanca                                        | 4-0             | KAC Kenitra               | Zniti El Hachimi, Benoun, El Yamiq, Jbira Mabidi, Erraki, Lamti (71' El Ouadi) Hafidi, El Ouasli (79' Bouldini), Benhalib (87' Boutayeb)        |                                                       |
| 28 augustus 2016 18:00 Stade Adrar Agadir                    | 28' Erraki (p.) 36' Benhalib 37' Benhalib 84' El Ouadi | 1-0 2-0 3-0 4-0 |                           | Zniti El Hachimi, Benoun, El Yamiq, Jbira Mabidi, Erraki, Lamti (71' El Ouadi) Hafidi, El Ouasli (79' Bouldini), Benhalib (87' Boutayeb)        |                                                       |
| 18 september 2016 18:00 Stade du Phosphate Tadla             | JS Kasba Tadla                                         | 0-2             | Raja Casablanca           | Zniti El Hachimi, Benoun, El Yamiq, Jbira Mabidi, Erraki; Lamti (78' Boutayeb) Hafidi (91' Tamaiazou), El Ouasli (85' Bouldini), Benhalib.      | 34' Lamti 58' Jbira 77' El Ouasli                     |
| 18 september 2016 18:00 Stade du Phosphate Tadla             |                                                        | 0-1 0-2         | 13' Benhalib 34' Lamti    | Zniti El Hachimi, Benoun, El Yamiq, Jbira Mabidi, Erraki; Lamti (78' Boutayeb) Hafidi (91' Tamaiazou), El Ouasli (85' Bouldini), Benhalib.      | 34' Lamti 58' Jbira 77' El Ouasli                     |
| 25 september 2016 18:00 Stade Municipal de Khénifra Khénifra | Chabab Atlas Khénifra                                  | 1-1             | Raja Casablanca           | Zniti El Hachimi, Benoun, El Yamiq, Jbira Mabidi, Erraki; Lamti (75' Mbingui) Hafidi, El Ouasli (73' Bouldini), Benhalib.                       | 56' Mabidi 61' Benhalib                               |
| 25 september 2016 18:00 Stade Municipal de Khénifra Khénifra | 92' El Gourch                                          | 0-1 1-1         | 35' Erraki (P)            | Zniti El Hachimi, Benoun, El Yamiq, Jbira Mabidi, Erraki; Lamti (75' Mbingui) Hafidi, El Ouasli (73' Bouldini), Benhalib.                       | 56' Mabidi 61' Benhalib                               |
| 16 oktober 2016 17:00 Stade Adrar Agadir                     | Hassania Agadir                                        | 2-2             | Raja Casablanca           | Zniti El Hachimi, Benoun, El Yamiq, Karrouchy Mabidi, Erraki; Lamti Hafidi (83' Mbingui), El Ouasli (90' El Ouadi), Benhalib (71' Lengoualama). | 21' Lamti 38' Erraki 57' Lamti 60' Zniti 95' El Yamiq |
| 16 oktober 2016 17:00 Stade Adrar Agadir                     | 60' Daoudi (P) 69' Berkaoui                            | 0-1 0-2 1-2 2-2 | 41' Hafidi 50' El Ouasli  | Zniti El Hachimi, Benoun, El Yamiq, Karrouchy Mabidi, Erraki; Lamti Hafidi (83' Mbingui), El Ouasli (90' El Ouadi), Benhalib (71' Lengoualama). | 21' Lamti 38' Erraki 57' Lamti 60' Zniti 95' El Yamiq |
| 23 oktober 2016 16:00 Stade Adrar Agadir                     | Raja Casablanca                                        | 1-0             | Olympique Safi            | Zniti El Hachimi (85' Boutayeb), Benoun, Oulhaj; Karrouchy Mabidi, Erraki, Mbingui Hafidi, El Ouasli Benhalib (75' Lengoualama)                 |                                                       |
| 23 oktober 2016 16:00 Stade Adrar Agadir                     | 89' El Ouasli                                          | 1-0             |                           | Zniti El Hachimi (85' Boutayeb), Benoun, Oulhaj; Karrouchy Mabidi, Erraki, Mbingui Hafidi, El Ouasli Benhalib (75' Lengoualama)                 |                                                       |
| 30 oktober 2016 16:00 Stade de FUS Rabat                     | FUS Rabat                                              | 2-2             | Raja Casablanca           | Zniti El Hachimi, Benoun, Oulhaj; Karrouchy Mabidi, Erraki, Mbingui Hafidi (88'El Ouadi, El Ouasli, Benhalib (83' Lengoualama)                  |                                                       |
| 30 oktober 2016 16:00 Stade de FUS Rabat                     | 31'Aguerd 32' Jahouh                                   | 1-0 2-0 2-1 2-2 | 52' Benhalib 71' Oulhaj   | Zniti El Hachimi, Benoun, Oulhaj; Karrouchy Mabidi, Erraki, Mbingui Hafidi (88'El Ouadi, El Ouasli, Benhalib (83' Lengoualama)                  |                                                       |
| 3 november 2016 16:00 Stade Adrar Agadir                     | Raja Casablanca                                        | 2-1             | Kawkab Marrakech          | Zniti El Hachimi (73' Boutayeb), Benoun(80' El Yamiq), Oulhaj; Karrouchy Mabidi, Erraki, Mbingui Hafidi, El Ouasli, Benhalib (73' Lamti)        | 62' Mabidi 90' El Yamiq 92' Oulhaj                    |
| 3 november 2016 16:00 Stade Adrar Agadir                     | 12' Chagou (ED) 75' Erraki                             | 1-0 2-0 2-1     | 80'Rachid                 | Zniti El Hachimi (73' Boutayeb), Benoun(80' El Yamiq), Oulhaj; Karrouchy Mabidi, Erraki, Mbingui Hafidi, El Ouasli, Benhalib (73' Lamti)        | 62' Mabidi 90' El Yamiq 92' Oulhaj                    |
| 20 november 2016 16:00 Complexe OCP Khouribga                | Olympique Khouribga                                    | 0-0             | Raja Casablanca           | Zniti El Hachimi, El Yamiq, Oulhaj; Karrouchy Mabidi, Erraki, Lamti (79' El Ouadi) Hafidi, El Ouasli, Benhalib (73' Bouldini)                   |                                                       |
| 20 november 2016 16:00 Complexe OCP Khouribga                |                                                        |                 |                           | Zniti El Hachimi, El Yamiq, Oulhaj; Karrouchy Mabidi, Erraki, Lamti (79' El Ouadi) Hafidi, El Ouasli, Benhalib (73' Bouldini)                   |                                                       |
| 27 november 2016 16:00 Stade Adrar Agadir                    | Raja Casablanca                                        | 0-0             | Wydad Casablanca          | Zniti El Hachimi ( 83' Benoun), El Yamiq, Oulhaj; Karrouchy Mabidi, Erraki, Lamti Hafidi, El Ouasli, Benhalib (89' Langoualama)                 |                                                       |
| 27 november 2016 16:00 Stade Adrar Agadir                    |                                                        |                 |                           | Zniti El Hachimi ( 83' Benoun), El Yamiq, Oulhaj; Karrouchy Mabidi, Erraki, Lamti Hafidi, El Ouasli, Benhalib (89' Langoualama)                 |                                                       |
| 3 december 2016 20:00 Stade Saniat Rmel Tetouan              | Moghreb Athletic Tétouan                               | 0-1             | Raja Casablanca           | Zniti Boutayeb, El Yamiq, Benoun, Karrouchy Mabidi, Erraki, Lamti (88'Sabbar) Hafidi, El Ouasli, Benhalib (70' Lengoualama)                     | 77' El Ouasli                                         |
| 3 december 2016 20:00 Stade Saniat Rmel Tetouan              |                                                        | 0-1             | 75' Mabidi                | Zniti Boutayeb, El Yamiq, Benoun, Karrouchy Mabidi, Erraki, Lamti (88'Sabbar) Hafidi, El Ouasli, Benhalib (70' Lengoualama)                     | 77' El Ouasli                                         |
| 7 december 2016 16:00 Stade de Marrakech Marrakech           | Raja Casablanca                                        | 0-1             | IR Tanger                 | Zniti Boutayeb, El Yamiq, Benoun, Karrouchy Mabidi, Erraki (90' Sabbar), Lamti (75' Mbingui), Hafidi, El Ouasli, Lengoualama (76' Benhalib)     |                                                       |
| 7 december 2016 16:00 Stade de Marrakech Marrakech           |                                                        | 0-1             | 85' El Khaliqi            | Zniti Boutayeb, El Yamiq, Benoun, Karrouchy Mabidi, Erraki (90' Sabbar), Lamti (75' Mbingui), Hafidi, El Ouasli, Lengoualama (76' Benhalib)     |                                                       |
| 12 december 2016 16:00 Stade Père-Jégo Casablanca            | Raja Casablanca                                        | 1-1             | RSB Berkane               | Zniti Boutayeb, El Yamiq, Benoun, Karrouchy Mabidi, Erraki, Lamti (62 ' Mbingui), Hafidi, El Ouasli (72' Benhalib), Lengoualama (87' El Ouadi)  |                                                       |
| 12 december 2016 16:00 Stade Père-Jégo Casablanca            | Erraki 45' (p.)                                        | 0-1 1-1         | 3' Akhlass                | Zniti Boutayeb, El Yamiq, Benoun, Karrouchy Mabidi, Erraki, Lamti (62 ' Mbingui), Hafidi, El Ouasli (72' Benhalib), Lengoualama (87' El Ouadi)  |                                                       |
| 17 december 2016 16:00 Stade Mimoun Al Arsi Casablanca       | Chabab Rif Al Hoceima                                  | 1-2             | Raja Casablanca           | Zniti Boutayeb, El Yamiq, Benoun, Karrouchy Mabidi, Erraki, Mbingui (80' Lamti), Hafidi, Benhalib (73' Lengoualama), El Ouasli (66' El Ouadi)   |                                                       |
| 17 december 2016 16:00 Stade Mimoun Al Arsi Casablanca       | Benoun(ED) 3'                                          |                 | 31' Benoun 89' Erraki(p.) | Zniti Boutayeb, El Yamiq, Benoun, Karrouchy Mabidi, Erraki, Mbingui (80' Lamti), Hafidi, Benhalib (73' Lengoualama), El Ouasli (66' El Ouadi)   |                                                       |
| 23 december 2016 20:00 Stade de Marrakech Marrakech          | Raja Casablanca                                        | 1-1             | FAR Rabat                 | Zniti Boutayeb, Oulhaj, Benoun, Karrouchy Mabidi, Erraki, Mbingui (75' Lamti), Hafidi, Benhalib (71' Bouldini), El Ouasli (88' El Ouadi)        | 31' Erraki 84' Oulhaj                                 |
| 23 december 2016 20:00 Stade de Marrakech Marrakech          | Mbinhui 61'                                            | 1-0 1-1         | 92' Bezghoudi             | Zniti Boutayeb, Oulhaj, Benoun, Karrouchy Mabidi, Erraki, Mbingui (75' Lamti), Hafidi, Benhalib (71' Bouldini), El Ouasli (88' El Ouadi)        | 31' Erraki 84' Oulhaj                                 |
| 31 december 2016 16:00 Stade El Abdi Jadida                  | Difaa El Jadida                                        | 0-0             | Raja Casablanca           | Zniti Boutayeb, El Yamiq, Benoun, Karrouchy Mabidi, Erraki, Lamti (65' Sabbar), Hafidi (87' El Ouadi), Lengoualama, Mbingui (71' El Ouasli)     |                                                       |
| 31 december 2016 16:00 Stade El Abdi Jadida                  |                                                        |                 |                           | Zniti Boutayeb, El Yamiq, Benoun, Karrouchy Mabidi, Erraki, Lamti (65' Sabbar), Hafidi (87' El Ouadi), Lengoualama, Mbingui (71' El Ouasli)     |                                                       |

| Wedstrijddetails                                    | Thuisploeg                                      | Uitslag            | Uitploeg                 | Opstelling | Kaarten                             |
| --------------------------------------------------- | ----------------------------------------------- | ------------------ | ------------------------ | --- | ----------------------------------- |
| Heenronde                                           |                                                 |                    |                          | |                                     |
| 4 februari 2017 16:00 Stade Municipal Kenitra       | KAC Kenitra                                     | 0-2                | Raja Casablanca          | Zniti; Boutayeb, El Yamiq, Benoun, Karrouchy Sabbar, Lamti (83' Erraki), Mabidi Anouar (59' Hafidi), Lengoualama (65' Momi), El Ouasli   | 43' Sabbar                          |
| 4 februari 2017 16:00 Stade Municipal Kenitra       |                                                 | 0-1 0-2            | 71' Momi 92' Momi        | Zniti; Boutayeb, El Yamiq, Benoun, Karrouchy Sabbar, Lamti (83' Erraki), Mabidi Anouar (59' Hafidi), Lengoualama (65' Momi), El Ouasli   | 43' Sabbar                          |
| 12 februari 2017 18:30 Stade Moulay Abdallah Rabat  | Raja Casablanca                                 | 2-0                | JS Kasba Tadla           | Zniti Boutayeb, El Yamiq, Benoun, Karrouchy Erraki, Lamti (76' Mbingui), Mabidi Hafidi, Momi (82' Mansouri), El Ouasli (89' Anouar)      |                                     |
| 12 februari 2017 18:30 Stade Moulay Abdallah Rabat  | 23' Karrouchy 73' Momi 92' Anouar               | 1-0 2-0 3-0        |                          | Zniti Boutayeb, El Yamiq, Benoun, Karrouchy Erraki, Lamti (76' Mbingui), Mabidi Hafidi, Momi (82' Mansouri), El Ouasli (89' Anouar)      |                                     |
| 17 februari 2017 19:00 Stade Moulay Abdallah Rabat  | Raja Casablanca                                 | 1-0                | Chabab Atlas Khénifra    | Zniti Boutayeb, El Yamiq, Benoun, Karrouchy Erraki; Lamti (46' Mansouri), Mabidi Hafidi, Momi (92' Sabbar), El Ouasli (73' Anouar)       | 39' Momi 79' El Yamiq               |
| 17 februari 2017 19:00 Stade Moulay Abdallah Rabat  | 80' Hafidi                                      | 1-0                |                          | Zniti Boutayeb, El Yamiq, Benoun, Karrouchy Erraki; Lamti (46' Mansouri), Mabidi Hafidi, Momi (92' Sabbar), El Ouasli (73' Anouar)       | 39' Momi 79' El Yamiq               |
| 26 februari 2017 16:00 Stade Ibn Batouta Tanger     | IR Tanger                                       | 1-2                | Raja Casablanca          | Zniti Boutayeb, El Yamiq, Benoun, Karrouchy Erraki; Lamti (68' Anouar), Mabidi Hafidi, Momi (80' Lengoualama), El Ouasli (46' Mansouri)  |                                     |
| 26 februari 2017 16:00 Stade Ibn Batouta Tanger     | 35' Herve (P.)                                  | 1-0 1-1 1-2        | 66' Mansouri 81' Mabidi  | Zniti Boutayeb, El Yamiq, Benoun, Karrouchy Erraki; Lamti (68' Anouar), Mabidi Hafidi, Momi (80' Lengoualama), El Ouasli (46' Mansouri)  |                                     |
| 3 maart 2017 19:00 Stade Moulay Abdallah Rabat      | Raja Casablanca                                 | 1-0                | Hassania Agadir          | Zniti Boutayeb, El Yamiq, Benoun, Karrouchy (85' El Hachimi Erraki; Lamti (74' Mbingui), Mabidi Hafidi, Momi, Mansouri (68' Anouar)      | 41' Erraki                          |
| 3 maart 2017 19:00 Stade Moulay Abdallah Rabat      | 48' Mansouri                                    | 1-0                |                          | Zniti Boutayeb, El Yamiq, Benoun, Karrouchy (85' El Hachimi Erraki; Lamti (74' Mbingui), Mabidi Hafidi, Momi, Mansouri (68' Anouar)      | 41' Erraki                          |
| 12 maart 2017 18:00 Stade El Massira Safi           | Olympique Safi                                  | 0-0                | Raja Casablanca          | Zniti Boutayeb, El Yamiq, Benoun, El Hachimi Erraki; Hafidi, Mabidi Mansouri (82' El Ouasli), Momi (72' Lengoualama), Anouar (46' Lamti) | 9' Benoun                           |
| 12 maart 2017 18:00 Stade El Massira Safi           |                                                 |                    |                          | Zniti Boutayeb, El Yamiq, Benoun, El Hachimi Erraki; Hafidi, Mabidi Mansouri (82' El Ouasli), Momi (72' Lengoualama), Anouar (46' Lamti) | 9' Benoun                           |
| 5 april 2017 17:00 Stade Mohammed V Casablanca      | Raja Casablanca                                 | 2-0                | FUS Rabat                | Zniti Boutayeb, Benoun, El Yamiq, Jbira Erraki; Lamti (73' Mansouri), Mabidi Hafidi, Momi (70' Benhalib), El Ouasli (79' Kaddioui        | 29' Lamti 52' Benoun                |
| 5 april 2017 17:00 Stade Mohammed V Casablanca      | 5' Erraki (p.) 13' El Ouasli                    | 1-0 2-0            |                          | Zniti Boutayeb, Benoun, El Yamiq, Jbira Erraki; Lamti (73' Mansouri), Mabidi Hafidi, Momi (70' Benhalib), El Ouasli (79' Kaddioui        | 29' Lamti 52' Benoun                |
| 11 april 2017 21:00 Stade de Marrakech Marrakech    | Kawkab Marrakech                                | 0-0                | Raja Casablanca          | Zniti Boutayeb, Benoun, El Yamiq, Jbira Erraki; Mbingui (61' Mansouri), Mabidi Hafidi, Momi (69' Kaddioui), El Ouasli (78' Benhalib)     | 69' El Ouasli 81' Benoun 86' Erraki |
| 11 april 2017 21:00 Stade de Marrakech Marrakech    |                                                 |                    |                          | Zniti Boutayeb, Benoun, El Yamiq, Jbira Erraki; Mbingui (61' Mansouri), Mabidi Hafidi, Momi (69' Kaddioui), El Ouasli (78' Benhalib)     | 69' El Ouasli 81' Benoun 86' Erraki |
| 15 april 2017 17:00 Stade Mohammed V Casablanca     | Raja Casablanca                                 | 0-1                | Olympique Khouribga      | Zniti Boutayeb, Oulhaj; El Yamiq, El Hachimi Sabbar, Lamti (46' Kaddioui), Mabidi Hafidi, Momi (74' Benhalib), Anouar (62' Mansouri)     |                                     |
| 15 april 2017 17:00 Stade Mohammed V Casablanca     |                                                 | 0-1                | 44' Oggadi               | Zniti Boutayeb, Oulhaj; El Yamiq, El Hachimi Sabbar, Lamti (46' Kaddioui), Mabidi Hafidi, Momi (74' Benhalib), Anouar (62' Mansouri)     |                                     |
| 23 april 2017 17:00 Stade Mohammed V Casablanca     | Wydad Casablanca                                | 0-1                | Raja Casablanca          | Zniti Boutayeb, Benoun, El Yamiq, Jbira Erraki; Lamti (59' Anouar), Mabidi (78' Kaddioui) Hafidi, Momi (86' Benhalib), El Ouasli         | 92' El Ouasli 94' Anouar            |
| 23 april 2017 17:00 Stade Mohammed V Casablanca     | 30' Attouchi                                    | 1-0                |                          | Zniti Boutayeb, Benoun, El Yamiq, Jbira Erraki; Lamti (59' Anouar), Mabidi (78' Kaddioui) Hafidi, Momi (86' Benhalib), El Ouasli         | 92' El Ouasli 94' Anouar            |
| 29 april 2017 17:00 Stade Mohammed V Casablanca     | Raja Casablanca                                 | 4-0                | Moghreb Athletic Tétouan | Bouamira Boutayeb (72' Taouss), Benoun, El Yamiq, Jbira Erraki; Kaddioui (75' Anouar), Mabidi Hafidi, Benhalib (86' Mansouri), El Ouasli |                                     |
| 29 april 2017 17:00 Stade Mohammed V Casablanca     | 29' Erraki 45' Benhalib 73' Erraki 85' Benhalib | 1-0 2-0 3-0 4-0    |                          | Bouamira Boutayeb (72' Taouss), Benoun, El Yamiq, Jbira Erraki; Kaddioui (75' Anouar), Mabidi Hafidi, Benhalib (86' Mansouri), El Ouasli |                                     |
| 8 mei 2017 17:00 Stade Municipal de Berkane Berkane | RS Berkane                                      | 1-1                | Raja Casablanca          | Zniti Boutayeb, Benoun, Oulhaj, Jbira Erraki; Anouar, Mabidi Hafidi, Benhalib (82' Momi), El Ouasli (74' Mansouri)                       | 87' Erraki                          |
| 8 mei 2017 17:00 Stade Municipal de Berkane Berkane | 30' Kodjo                                       | 1-0 1-1            | 69' Erraki               | Zniti Boutayeb, Benoun, Oulhaj, Jbira Erraki; Anouar, Mabidi Hafidi, Benhalib (82' Momi), El Ouasli (74' Mansouri)                       | 87' Erraki                          |
| 14 mei 2017 17:30 Stade Mohammed V Casablanca       | Raja Casablanca                                 | 2-1                | Chabab Rif Al Hoceima    | Zniti Boutayeb, Benoun, Oulhaj, Jbira Erraki; Hafidi, Mabidi (44' Kaddioui) El Ouasli, Benhalib (84' Momi), Anouar (75' Lamti)           | 42' Benoun 95' Kaddioui             |
| 14 mei 2017 17:30 Stade Mohammed V Casablanca       | 56' Hafidi 70' Erraki                           | 1-0 2-0 2-1        | 84' Lebhiri              | Zniti Boutayeb, Benoun, Oulhaj, Jbira Erraki; Hafidi, Mabidi (44' Kaddioui) El Ouasli, Benhalib (84' Momi), Anouar (75' Lamti)           | 42' Benoun 95' Kaddioui             |
| 21 mei 2017 17:00 Stade Moulay Abdallah Rabat       | FAR Rabat                                       | 1-1                | Raja Casablanca          | Zniti Boutayeb, Benoun, Oulhaj, Jbira Erraki; Kaddioui (68' Mbingui), Mabidi El Ouasli (46' Anouar), Benhalib (78' Momi), Hafidi         | 37' Jbira                           |
| 21 mei 2017 17:00 Stade Moulay Abdallah Rabat       | 67' Barrahma                                    | 1-0 1-1            | 88'Mbingui               | Zniti Boutayeb, Benoun, Oulhaj, Jbira Erraki; Kaddioui (68' Mbingui), Mabidi El Ouasli (46' Anouar), Benhalib (78' Momi), Hafidi         | 37' Jbira                           |
| 28 mei 2017 18:00 Stade Mohammed V Casablanca       | Raja Casablanca                                 | 4-1                | Difaa El Jadida          | Zniti Boutayeb, Benoun, Taouss, Jbira Mabidi, Oulhaj; Sabbar Mbingui (80' Anouar), Benhalib (84' Mansouri), Hafidi (92' Momi)            |                                     |
| 28 mei 2017 18:00 Stade Mohammed V Casablanca       | 30' Jbira 58' Benhalib 78' Hafidi 94' Momi      | 1-0 -0 3-0 3-1 4-1 | 84' El Ouardy            | Zniti Boutayeb, Benoun, Taouss, Jbira Mabidi, Oulhaj; Sabbar Mbingui (80' Anouar), Benhalib (84' Mansouri), Hafidi (92' Momi)            |                                     |

## Statistieken Raja Casablanca 2016/2017

### Tussenstand Raja Casablanca in deBotola Maroc Telecom2016 / 2017
| Stand | Gespeeld | Gewonnen | Gelijk | Verloren | Punten | Doelpunten voor | Doelpunten tegen | Gele kaarten | Rode kaarten |
| ----- | -------- | -------- | ------ | -------- | ------ | --------------- | ---------------- | ------------ | ------------ |
| 3e    | 30       | 15       | 12     | 3        | 57     | 42              | 17               | 28           | 2            |

### Topscorers
| #      | Naam                              | Goal |
| ------ | --------------------------------- | ---- |
| 1.     | Issam Erraki                      | 10   |
| 2.     | Mahmoud Benhalib                  | 7    |
| 3.     | Hilaire Momi                      | 4    |
| 3.     | Abdelilah Hafidi                  | 4    |
| 4.     | Zouhair El Ouasli                 | 3    |
| 4.     | Samson Mbingui                    | 3    |
| 5.     | Lema Mabidi                       | 2    |
| 5.     | Omar Mansouri                     | 2    |
| 6.     | Abdelkabir El Ouadi               | 1    |
| 6.     | Saad Lamti                        | 1    |
| 6.     | Mohamed Oulhaj                    | 1    |
| 6.     | Adil Karrouchy                    | 1    |
| 6.     | Youssef Anouar                    | 1    |
| 6.     | Abdeljalil Jbira                  | 1    |
| 6.     | + Eigen doelpunt A. Chagou (KACM) | 1    |
| Totaal | Totaal                            | 42   |

| #      | Naam             | Goal |
| ------ | ---------------- | ---- |
| 1.     | Abdelilah Hafidi | 2    |
| 2.     | Mahmoud Benhalib | 1    |
| Totaal | Totaal           | 3    |

| #      | Naam                | Goal |
| ------ | ------------------- | ---- |
| 1.     | Mohamed Bouldini    | 2    |
| 1.     | Abdeljalil Jbira    | 2    |
| 1.     | Omar Mansouri       | 2    |
| 2.     | Lema Mabidi         | 1    |
| 2.     | Abdelilah Hafidi    | 1    |
| 2.     | Issam Erraki        | 1    |
| 2.     | Saad Lamti          | 1    |
| 2.     | Maati Tamaiazou     | 1    |
| 2.     | Mohamed Oulhaj      | 1    |
| 2.     | Adil Karrouchy      | 1    |
| 2.     | Johan Lengoualama   | 1    |
| 2.     | Walid Sabbar        | 1    |
| 2.     | Youssef Anouar      | 1    |
| 2.     | Abdelkabir El Ouadi | 1    |
| Totaal | Totaal              | 16   |

### Kaarten
| #      | Naam              |    |
| ------ | ----------------- | -- |
| 1.     | Issam Erraki      | 5  |
| 2.     | Saad Lamti        | 4  |
| 2.     | Badr Benoun       | 4  |
| 3.     | Zouhair El Ouasli | 3  |
| 4.     | Lema Mabidi       | 2  |
| 4.     | Mohamed Oulhaj    | 2  |
| 4.     | Jawad El Yamiq    | 2  |
| 5.     | Abdeljalil Jbira  | 1  |
| 5.     | Mahmoud Benhalib  | 1  |
| 5.     | Walid Sabbar      | 1  |
| 5.     | Hilaire Momi      | 1  |
| 5.     | Youssef Anouar    | 1  |
| Totaal | Totaal            | 27 |

| #      | Naam       |   |
| ------ | ---------- | - |
| 1      | Saad Lamti | 1 |
| Totaal | Totaal     | 1 |

| #      | Naam           |   |
| ------ | -------------- | - |
| 1      | Jawad El Yamiq | 1 |
| Totaal | Totaal         | 1 |

### Punten per speelronde
| Speelronde | 1 | 2 | 3 | 4 | 5 | 6 | 7 | 8 | 9 | 10 | 11 | 12 | 13 | 14 | 15 | 16 | 17 | 18 | 19 | 20 | 21 | 22 | 23 | 24 | 25 | 26 | 27 | 28 | 29 | 30 |
| ---------- | - | - | - | - | - | - | - | - | - | -- | -- | -- | -- | -- | -- | -- | -- | -- | -- | -- | -- | -- | -- | -- | -- | -- | -- | -- | -- | -- |
| Punten     | 3 | 3 | 1 | 1 | 3 | 1 | 3 | 1 | 1 | 3  | 0  | 1  | 3  | 1  | 1  | 3  | 3  | 3  | 3  | 3  | 1  | 3  | 1  | 0  | 0  | 3  | 1  | 3  | 1  | 3  |

### Punten na speelronde
| Speelronde | 1 | 2 | 3 | 4 | 5  | 6  | 7  | 8  | 9  | 10 | 11 | 12 | 13 | 14 | 15 | 16 | 17 | 18 | 19 | 20 | 21 | 22 | 23 | 24 | 25 | 26 | 27 | 28 | 29 | 30 |
| ---------- | - | - | - | - | -- | -- | -- | -- | -- | -- | -- | -- | -- | -- | -- | -- | -- | -- | -- | -- | -- | -- | -- | -- | -- | -- | -- | -- | -- | -- |
| Punten     | 3 | 6 | 7 | 8 | 11 | 12 | 15 | 16 | 17 | 20 | 20 | 21 | 24 | 25 | 26 | 29 | 32 | 35 | 38 | 41 | 42 | 45 | 46 | 46 | 46 | 49 | 50 | 53 | 54 | 57 |

### Stand na speelronde
| Speelronde | 1  | 2  | 3  | 4  | 5  | 6  | 7  | 8  | 9  | 10 | 11 | 12 | 13 | 14 | 15 | 16 | 17 | 18 | 19 | 20 | 21 | 22 | 23 | 24 | 25 | 26 | 27 | 28 | 29 | 30 |
| ---------- | -- | -- | -- | -- | -- | -- | -- | -- | -- | -- | -- | -- | -- | -- | -- | -- | -- | -- | -- | -- | -- | -- | -- | -- | -- | -- | -- | -- | -- | -- |
| Stand      | 1e | 1e | 2e | 3e | 3e | 3e | 2e | 3e | 4e | 3e | 4e | 4e | 3e | 4e | 4e | 3e | 3e | 3e | 2e | 2e | 2e | 1e | 2e | 3e | 3e | 3e | 3e | 3e | 3e | 3e |

### Doelpunten per speelronde
| Speelronde | 1 | 2 | 3 | 4 | 5 | 6 | 7 | 8 | 9 | 10 | 11 | 12 | 13 | 14 | 15 | 16 | 17 | 18 | 19 | 20 | 21 | 22 | 23 | 24 | 25 | 26 | 27 | 28 | 29 | 30 | Totaal |
| ---------- | - | - | - | - | - | - | - | - | - | -- | -- | -- | -- | -- | -- | -- | -- | -- | -- | -- | -- | -- | -- | -- | -- | -- | -- | -- | -- | -- | ------ |
| Doelpunten | 4 | 2 | 1 | 2 | 1 | 2 | 2 | 0 | 0 | 1  | 0  | 1  | 2  | 1  | 0  | 2  | 3  | 1  | 2  | 1  | 0  | 2  | 0  | 0  | 0  | 4  | 1  | 2  | 1  | 4  | 42     |

## Transfers
|                                        | Naam               | Positie      | Oude club             | Land      | Periode   | Transfersom  |
|                                        | Transfers          | Transfers    | Transfers             | Transfers | Transfers | Transfers    |
| -------------------------------------- | ------------------ | ------------ | --------------------- | --------- | --------- | ------------ |
| Vlag van Marokko                       | Mohamed Bouamira   | Keeper       | Chabab Rif Al Hoceima | Marokko   | Winter    | -            |
| Vlag van Marokko                       | Youssef Anouar     | Aanvaller    | FAR Rabat             | Marokko   | Winter    | Huur         |
| Vlag van Centraal-Afrikaanse Republiek | Hilaire Momi       | Aanvaller    | Sint-Truidense VV     | België    | Winter    | Transfervrij |
| Vlag van Marokko                       | Omar Mansouri      | Aanvaller    | IR Tanger             | Marokko   | Winter    | Transfervrij |
| Vlag van Gabon                         | Johan Lengoualama  | Aanvaller    | FC Famalicão          | Portugal  | Zomer     | -            |
| Vlag van Gabon                         | Samson Mbingui     | Middenvelder | NA Hussein Dey        | Algerije  | Zomer     | -            |
| Vlag van Gabon                         | Mario Mandrault    | Aanvaller    | AS Pélican            | Gabon     | Zomer     | -            |
| Vlag van Marokko                       | Achraf Zahir       | Middenvelder | Maghreb Fez           | Marokko   | Zomer     | -            |
| Vlag van Marokko                       | Jawad El Yamiq     | Verdediger   | Olympique Khouribga   | Marokko   | Zomer     | nnb          |
| Vlag van Marokko                       | Mohamed Taouss     | Verdediger   | Hassania Agadir       | Marokko   | Zomer     | Transfervrij |
| Vlag van Marokko                       | Saad Lamti         | Middenvelder | Olympique Safi        | Marokko   | Zomer     | -            |
|                                        | Einde Verhuur      |              |                       |           |           |              |
| Vlag van Marokko                       | Yassine Salhi      | Aanvaller    | Kuwait SC             | Koeweit   | Zomer     | -            |
| Vlag van Marokko                       | Hamza Moussadak    | Verdediger   | Difaa El Jadida       | Marokko   | Zomer     | -            |
| Vlag van Marokko                       | Walid Sabbar       | Aanvaller    | Kawkab Marrakech      | Marokko   | Zomer     | -            |
| Vlag van Marokko                       | Yassine Faqhaoui   | Aanvaller    | AS Salé               | Marokko   | Zomer     | -            |
| Vlag van Ghana                         | Mohamed Yakubu     | Aanvaller    | Union Aït Melloul     | Marokko   | Zomer     | -            |
| Vlag van Marokko                       | Mustapha Belmkadem | Verdediger   | Mouloudia Oujda       | Marokko   | Zomer     | -            |

|                  | Naam                | Positie      | Nieuwe club              | Land      | Periode   | Transfersom  |
|                  | Transfers           | Transfers    | Transfers                | Transfers | Transfers | Transfers    |
| ---------------- | ------------------- | ------------ | ------------------------ | --------- | --------- | ------------ |
| Vlag van Nigeria | Christian Osaguona  | Aanvaller    | KV Mechelen              | België    | Zomer     |              |
| Vlag van Marokko | Soufiane Gadoum     | Middenvelder | IR Tanger                | Marokko   | Zomer     | nnb          |
| Vlag van Marokko | Ahmed Jahouh        | Middenvelder | FUS Rabat                | Marokko   | Zomer     | nnb          |
| Vlag van Marokko | Yassine Salhi       | Aanvaller    | Moghreb Athletic Tétouan | Marokko   | Zomer     | -            |
| Vlag van Ghana   | Mohamed Awal        | Verdediger   | FK Arsenal Toela         | Rusland   | Zomer     | -            |
| Vlag van Ghana   | Mohamed Yakubu      | Aanvaller    | nnb                      | nnb       | Zomer     | -            |
| Vlag van Marokko | Hamza Moussadak     | Verdediger   | JS de Kasbat Tadla       | Marokko   | Zomer     | nnb          |
| Vlag van Marokko | Walid Sabbar        | Aanvaller    | Kawkab Marrakech         | Marokko   | Zomer     | nnb          |
| Vlag van Nigeria | Michel Babatunde    | Middenvelder | Qatar SC                 | Qatar     | Zomer     | 3.100.000    |
| Vlag van Marokko | Mouhcine Mouhtadi   | Middenvelder | Wydad Casablanca         | Marokko   | Zomer     | Transfervrij |
| Vlag van België  | Mohamed Messoudi    | Middenvelder | FCO Beerschot Wilrijk    | België    | Zomer     | Transfervrij |
|                  | Verhuur             |              |                          |           |           |              |
| Vlag van Marokko | Anas Soudani        | Middenvelder | Kawkab Marrakech         | Marokko   | Zomer     |              |
| Vlag van Marokko | Abdelkabir El Ouadi | Aanvaller    | FAR Rabat                | Marokko   | Winter    |              |